# Wallerstein
Wallerstein è un comune tedesco di 3 456 abitanti, situato nel land della Baviera.